# Mar Vermelho
O mar Vermelho (árabe: Bahr el-Ahmar, hebraico Yam Suf ou Hayam Haadóm) é um golfo do oceano Índico entre a África e a Ásia. Ao sul, o mar Vermelho comunica com o oceano Índico pelo estreito de Babelmândebe e o golfo de Áden. A norte se encontram a península do Sinai, o golfo de Ácaba e o canal de Suez (que permite a comunicação com o mar Mediterrâneo).
O mar Vermelho tem um comprimento de aproximadamente 1 900 km, por uma largura máxima de 300 km e uma superfície de aproximadamente 450 000 km², Tem uma profundidade máxima de 3 040 metros na fossa central e profundidade média de 500 m. A sua água tem uma salinidade de aproximadamente 4%, e temperatura relativamente constante à volta de 22 ºC.
O mar Vermelho é famoso pela exuberância de sua vida marinha, com uma população de mais de 1 000 espécies de invertebrados, incluindo 200 espécies de corais e, pelo menos, 30 espécies de tubarões.
A configuração do mar Vermelho é devido à separação das placas tectónicas da África e da península Arábica. O movimento começou há cerca de 55 milhões de anos e continua atualmente, o que explica a existência de uma atividade vulcânica nas partes mais profundas e nas margens.
O mar Vermelho é um destino turístico privilegiado, principalmente para os amantes de mergulho submarino. Os países banhados pelo mar Vermelho são Arábia Saudita, Djibuti, Egito, Eritreia, Iêmen, Israel, Jordânia e Sudão. Algumas cidades costeiras do mar Vermelho: Assab, Porto Sudão, Hurghada, Suez, Ácaba, Jedá, Al Hudaydah, Sharm el Sheikh, e Eilat.
Ao contrário do que possa parecer, o mar Vermelho, braço do oceano Índico entre a costa da África e a península Arábica, não tem esse nome por causa de sua cor. De longe as suas águas têm um aspeto azulado. Normalmente são também bastante límpidas, o que faz que a região seja utilizada para atividades de mergulho. A mais provável origem do nome são as bactérias trichodesmium erythraeum, presentes na superfície da água. Durante sua proliferação elas deixam o mar com manchas avermelhadas em alguns lugares. Outra possibilidade são as montanhas ricas em minerais na costa arábica, apelidadas de "montanhas de rubi" por antigos viajantes da região.

## História
Durante a Idade Média, o Mar Vermelho era uma parte importante da rota de comércio de especiarias. Em 1183, Raynald de Châtillon lançou uma incursão no Mar Vermelho para atacar os comboios de peregrinos muçulmanos para Meca. A possibilidade de que a frota de Raynald pudesse saquear as cidades sagradas de Meca e Medina causou fúria em todo o mundo muçulmano. No entanto, parece que o alvo de Reynald eram os comboios de peregrinos muçulmanos levemente armados, em vez das cidades bem guardadas de Meca e Medina, e a crença no mundo muçulmano de que Reynald estava tentando saquear as cidades sagradas se devia à proximidade dessas cidades com as áreas que Raynald invadiu. Em 1513, tentando assegurar aquele canal para Portugal, Afonso de Albuquerque sitiou Aden, mas foi forçado a recuar. Eles cruzaram o Mar Vermelho dentro do Bab al-Mandab, como a primeira frota da Europa nos tempos modernos a navegar nessas águas. Mais tarde, em 1524, a cidade foi entregue ao governador Heitor da Silveira como um acordo de proteção contra os otomanos.

## A travessia do mar Vermelho

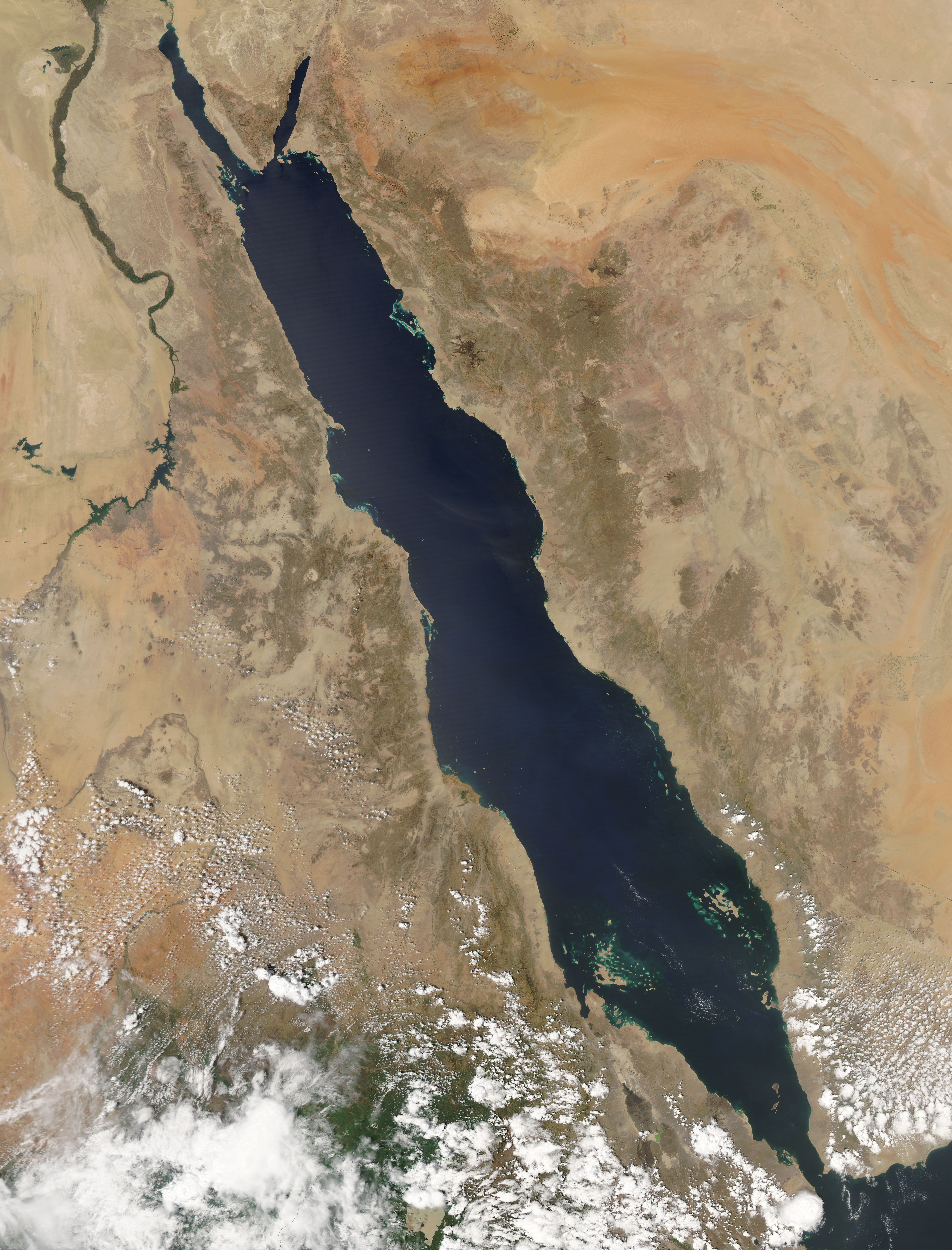
Mar Vermelho fotografado por satélite. À esquerda vê-se o rio Nilo

Segundo a narrativa bíblica, o povo hebreu (ou israelitas) acabava de ter saído do Egito, após ter sido escravizados por 430 anos. Moisés, um hebreu criado pela família real egípcia, recebeu uma ordem de Deus para libertar seu povo, que estava cativo no Egito. Após as 10 pragas, o faraó finalmente deixou os israelitas irem embora, mas tempo depois da partida deles, o faraó mudou de ideia. Então, ele mandou um exército grande para ir atrás dos hebreus no deserto. Os hebreus teriam ficado cercados entre o exército egípcio e o Mar Vermelho, mas Moisés, após orar a Deus, teria erguido o seu cajado diante do mar, que teria se aberto em dois, possibilitando a passagem para os hebreus. Após estes terem passado, o exército egípcio também teria tentado passar pelo mar, que teria se fechado, afogando todos os soldados (Êxodo 14:15–31).
Entretanto, a expressão "Mar Vermelho" (Red Sea, em inglês) parece ter sido traduzida de forma incorreta do hebraico; Moisés e seu povo teriam cruzado o yam suph ("mar de juncos", ou Reed Sea em inglês). Assim, uma hipótese plausível seria a de que se tratasse de um pântano raso com juncos, e que as bigas egípcias teriam ficado presas. A imagem dos egípcios se afogando seria a literalização de uma metáfora para a humilhação dos egípcios. Uma metáfora similar é encontrada em Salmos 69:1–14.